# Sprawa wiary
Sprawa wiary − amerykański film religijny z 2014 roku. W Polsce emitowany przez telewizję Trwam.

## Treść
Rachel rozpoczyna naukę w jednym z amerykańskich uniwersytetów. Na uczelni styka się z poglądami i charyzmą profesora Kamana, zadeklarowanego ateisty. Jej ojciec, głęboko wierzący chrześcijanin, z zaniepokojeniem obserwuje jak jego córka, pod wpływem profesora, zaczyna chwiać się w wierze. Wkrótce on sam otrzymuje od profesora propozycję stoczenia z nim publicznej debaty na temat ewolucjonizmu, którego zwolennikiem jest profesor, i kreacjonizmu, którego zwolennikiem jest ojciec Rachel. Rachel nie jest zadowolona z takiego obrotu sprawy i próbuje powstrzymać swego tatę przed udziałem w tejże dyskusji.

## Główne role
- Jordan Trovillion jako Rachel Whitaker
- Jay Pickett jako Stephen Whitaker
- Harry Anderson jako Profesor Kaman
- Chandler Macocha jako Evan Carlson
- Clarence Gilyard Jr. jako Professor Portland
- Barrett Carnahan jako Tyler Mathis
- Justin Michael Brandt jako Jason